# 斯佩泽特
斯佩泽特（法語：Spézet，法語發音：[spezɛt]）是法国菲尼斯泰尔省的一个市镇，属于沙托兰区。

## 地名
该地名“Spézet”发音为[spezɛt]，字母“t”发音，《世界地名翻译大辞典》与《世界地名译名词典》将其误译作“斯佩泽”。

## 地理
斯佩泽特（48°11'33"N, 3°43'0"W）面积60.67 平方千米，位于法国布列塔尼大區菲尼斯泰尔省，该省份为法国最西部的省份，位于布列塔尼半岛西部，北西南三面环大西洋，东临阿摩尔滨海省和莫尔比昂省。
与斯佩泽特接壤的市镇（或旧市镇、城区）包括：古兰、鲁杜阿莱克、法乌新堡、克莱当波埃尔、朗德洛、普洛内韦迪福、圣戈阿泽克、圣埃尔南。
斯佩泽特的时区为UTC+01:00、UTC+02:00（夏令时）。

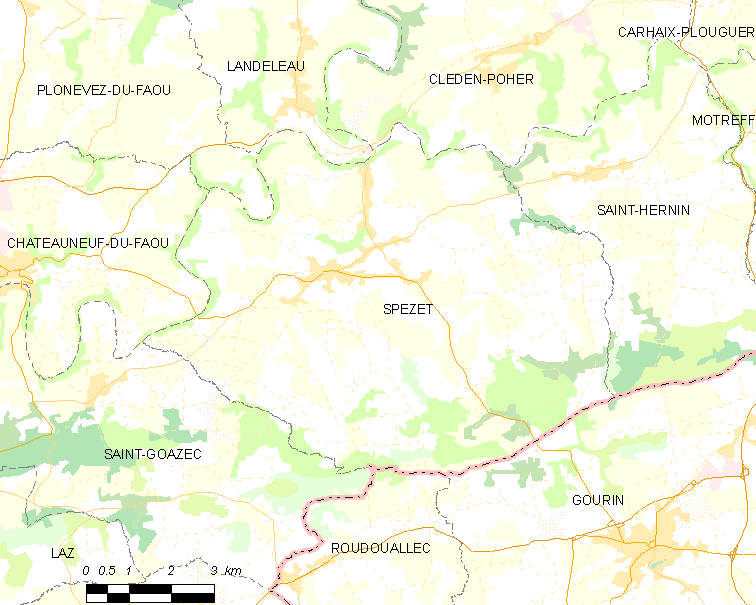
斯佩泽特的OSM定位图

## 行政
斯佩泽特的邮政编码为29540，INSEE市镇编码为29278。

## 政治
斯佩泽特所属的省级选区为卡赖普卢盖尔县。

## 人口

1962-2008年间斯佩泽特人口变化图示

斯佩泽特于2022年1月1日时的人口数量为1743人。